# جرب پودری

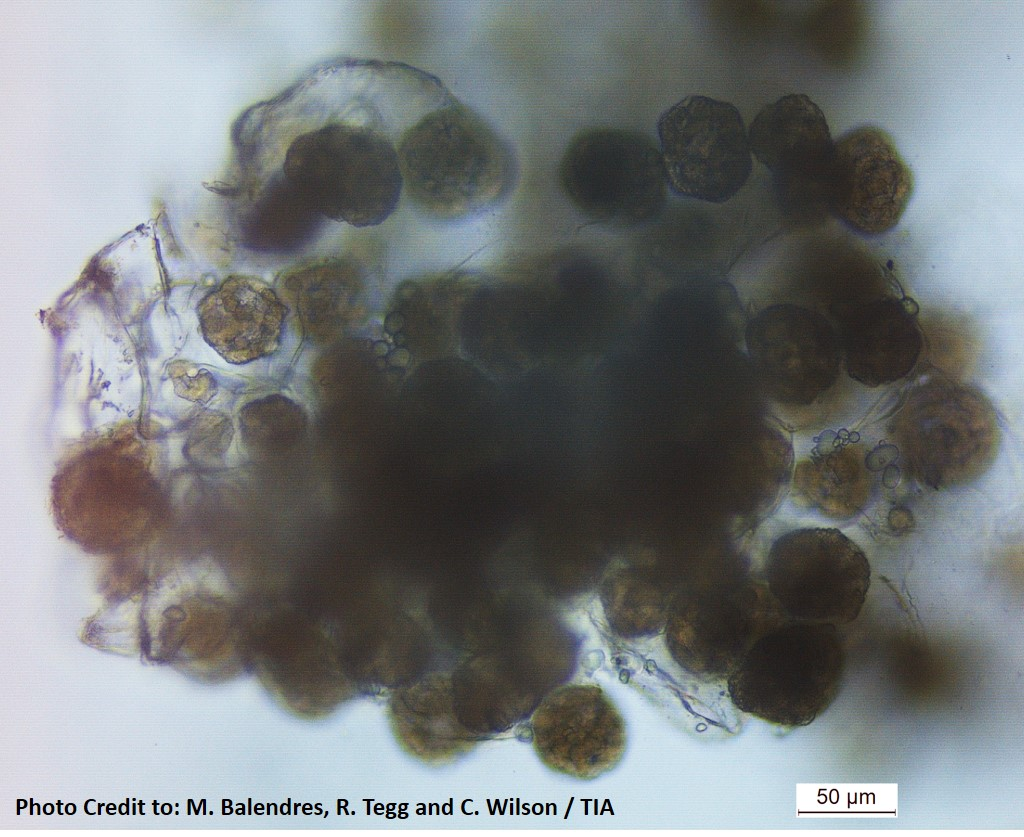
نمونه ای جرب پودری با مقیاس پنجاه میکرومتر

جرب پودری (نام علمی: Spongospora subterranea) نام یک گونه از فرمانرو آغازیان است.